# Tindur (Vágur)
Tindur (Vágur) è un rilievo alto 298 metri sul mare situata sull'isola di Suðuroy, situata nell'arcipelago delle Isole Fær Øer, in Danimarca.